# Csaba Fenyvesi
Csaba Fenyvesi (* 14. April 1943 in Budapest; † 3. November 2015) war ein ungarischer Degenfechter und dreifacher Olympiasieger.
Seine erste internationale Medaille gewann Csaba Fenyvesi bei der Weltmeisterschaft 1967, als er mit der ungarischen Degenmannschaft die Bronzemedaille hinter der sowjetischen und der französischen Mannschaft erhielt. Bei den Olympischen Spielen 1968 in Mexiko-Stadt siegten Csaba Fenyvesi, Győző Kulcsár, Pál Nagy, Zoltán Nemere und Pál Schmitt im Finale gegen die sowjetische Mannschaft, wobei Kulcsár und Nemere schon 1964 Mannschaftsgold gewonnen hatten.
Nach Silber bei der Weltmeisterschaft 1969 hinter der sowjetischen Mannschaft gewannen die Ungarn 1970 mit Sándor Erdős, Fenyvesi, Kulcsár, Nemere und Schmitt das Weltmeisterschaftsfinale gegen die Polen. In der Einzelentscheidung gewann Fenyvesi die Bronzemedaille, es sollte seine einzige Einzelmedaille bei Weltmeisterschaften bleiben. Nachdem die Ungarn 1971 ihren Weltmeistertitel verteidigt hatten, gewannen sie auch bei den Olympischen Spielen 1972 in München das Finale, wobei der Finalsieg für Erdős, Fenyvesi, Kulcsár, István Osztrics und Schmitt gegen die Schweizer Degenfechter mit 8:4 recht deutlich ausfiel. In der Finalrunde im Degeneinzel hatte Fenyvesi seine ersten vier Gefechte deutlich gewonnen, gegen den Franzosen Jacques Ladègaillerie genügte ihm am Ende ein Unentschieden zum Olympiasieg, der Franzose gewann Silber vor Kulcsár. Fenyvesi trat auch mit der ungarischen Florettmannschaft an, die im Kampf um die Bronzemedaille nur knapp gegen die Franzosen verlor.
Bei der Weltmeisterschaft 1973 unterlag die ungarische Degenmannschaft erstmals seit 1969 wieder beim Saisonhöhepunkt, im Finale unterlagen sie der Equipe aus der Bundesrepublik Deutschland. 1974 gehörte Fenyvesi nicht zur ungarischen Mannschaft, aber 1975 gewann er mit der Mannschaft die Bronzemedaille bei der Weltmeisterschaft. Bei den Olympischen Spielen 1976 erreichte Fenyvesi mit der Degenmannschaft das Gefecht um Bronze, unterlag dort aber gegen die Schweizer. Im Einzel und mit der Florettmannschaft belegte er jeweils zusammen mit anderen den siebten Platz. Seinen letzten großen Titel gewann der promovierte Zahnarzt bei der Weltmeisterschaft 1978, als er zusammen mit Kulcsár und Osztrics sowie Ernő Kolczonay und Jenő Pap noch einmal Mannschaftsgold gewann.